# Promikon
Promikon (Projekt für missionarische Konzertarbeit) ist ein Verein in Deutschland und gleichzeitig der Name einer Musikmesse für christliche Musik.

## Schwerpunkte
Es werden Künstler und Veranstalter moderner christlicher Musik und anderer Kunstformen, z. B. Comedy und Theater, betreut und zusammengebracht. Zu den betreuten Künstlern gehören z. B. Judy Bailey und Florence Joy.
Größtes Forum dafür ist die jährliche Künstlermesse. Während der Messe finden neben der Ausstellung zahlreiche Bühnenshows, Seminare und Workshops statt.
Seit 2007 wird auf ihr der Musikpreis David Award verliehen. In ähnlicher Form gab es diesen Preis bereits vorher als Promikon-Award.
Der Verein gibt ein Künstlerhandbuch mit rund 200 verzeichneten Künstlern heraus.

## Geschichte
1991 begann der Religions- und Gemeindepädagoge Christoph Buskies in Greifenstein das Konzept Promikon, ein Akronym für das Projekt missionarischer Konzertarbeit. Es versteht sich als Bindeglied zwischen Veranstaltern und christlichen Künstlern. 1992 wurde in Kaarst-Büttgen ein gleichnamiger Verein mit Sitz in Greifenstein gegründet, der als Agenturservice eine Künstlermesse und ein zweijährlich erscheinendes Künstlerhandbuch herausgibt. Die Aufnahme in das Promikon-Künstlerhandbuch ist Voraussetzung für einen Auftritt bei der Promikon-Künstlermesse.

## Messe
1993 fand die erste Promikon-Messe in einer Evangelischen Kirchengemeinde im niederrheinischen Büttgen, einem Stadtteil von Kaarst im Rhein-Kreis Neuss (Nordrhein-Westfalen), statt. Mit zunehmendem Erfolg jährlich in Wetzlar im Lahn-Dill-Kreis (Hessen). Danach wurde ein fester Standort aufgegeben. Die letzten Veranstaltungsorte waren Mannheim (2005 und 2006) und Gießen (2007 und 2009).

## Promikon-Award und David Award
Der während der Messe vergebene christliche Musikpreis wurde 2007 von Promikon-Award in David Award umbenannt und damit eine Referenz zum biblischen Musiker und König David gesetzt.
Der Preis wird von dem christlichen Jugendsender Tru Young Television und dem Promikon  vergeben. Es werden christliche Musiker in den verschiedenen – teilweise wechselnden – Kategorien geehrt, z. B. Nationaler Künstler, Internationaler Künstler, Newcomer, Musikclip, Website Künstler/Band, Album und Künstlerpersönlichkeit.
Nach einer Vorauswahl, die von einer Fachjury aus Vertretern der veranstaltenden Medien der christlichen Musikszene getroffenen wird, entscheiden sich die Nominierungen für den Award im Rahmen einer Onlineabstimmung. Eine Ausnahme ist dabei der Preis in der Kategorie Künstlerpersönlichkeit, der ausschließlich von der Jury vergeben wird. Bewertet werden neben den künstlerischen Aspekten der jeweiligen Kategorien auch der Bezug zum christlichen Glauben und die Wertorientierung der Werke.

### Preisträger

#### 2007
Am 3. Februar 2007 wurde erstmals der David Award in Gießen verliehen. Der Gala wurde von 2.500 Zuschauern besucht.
- Künstlerpersönlichkeit des Jahres: Albert Frey
- Veranstalter des Jahres: Detlev und Martina Westermann für die Christmas Rock Night, Ennepetal
- Kleinkunst des Jahres: Superzwei
- Nationaler Künstler des Jahres: Lothar Kosse
- Internationaler Künstler des Jahres: Delirious?
- Album des Jahres: „Akustisch und Live“ von Beatbetrieb
- Newcomer des Jahres:  reMember

#### 2009
Am 31. Januar 2009 wurde der David Award zum zweiten Mal verliehen. (Mitnominierte in Klammern)
- Künstlerpersönlichkeit des Jahres: Christoph Zehendner
- Nationaler Künstler des Jahres: Andi Weiss (Die Mütter, Echtzeit)
- Internationaler Künstler des Jahres: Matt Redman (Casting Crowns, Jeremy Camp)
- Album des Jahres: „Early Morning Hours“ von Sarah Brendel („Jesus bewegt“ (Festival-CD)), „Zuerst Geliebt“ (Andrea Adams-Frey/Albert Frey)
- Newcomer des Jahres: Arbaitnehmer (Sacrety, Vicky Preus)
- Webseite Künstler/Band: www.Himmelscafe.de Erwin Hilbert
- Musikclip des Jahres: MekMC (Dave Bee & DJ Maxim, Descend To Rise)

#### 2011
Zum dritten Mal wurde am 5. Februar 2011 der David Award in Gießen verliehen (Mitnominierte in Klammern).
- Nationaler Künstler des Jahres Samuel Harfst (Sara Lorenz, Waldemar Grab)
- Newcomer des Jahres: Good Weather Forecast (Lilly Among Thorns, Sefora Nelson)
- Album des Jahres: „Du bleibst“ von Gracetown („About Christmas“ von Berlin Voices, „Storys“ von Arne Kopfermann)
- Künstlerpersönlichkeit des Jahres: Siegfried Fietz

#### 2013
- Künstlerpersönlichkeit des Jahres: Judy Bailey
- Künstler des Jahres: Outbreakband
- Newcomer des Jahres: Soundbar Band
- Bestes Album 2012: „Am Leben“ von Tobias Hundt